# Unterstützungsmission der Vereinten Nationen in Afghanistan
Die Unterstützungsmission der Vereinten Nationen in Afghanistan, kurz UNAMA (von engl. United Nations Assistance Mission in Afghanistan UNSMA), ist eine politische Mission der Vereinten Nationen (UN), welche auf der am 28. März 2002 vom UN-Sicherheitsrat beschlossenen Resolution 1401 und den Anlagen zur Bonner Vereinbarung vom 5. Dezember 2001 basiert. Das Mandat wurde immer wieder verlängert (siehe Infobox unten). 
Die Mission, die von der Hauptabteilung Friedenssicherungseinsätze geleitet wird, hat etwa 1.000 meist afghanische Mitarbeiter. Das Hauptquartier ist in Kabul. Es gibt acht regionale Büros, mehrere Unterbüros und Verbindungsbüros in Islamabad und Teheran.

## Politische Aufgaben
Vom 12. bis zum 19. Juni 2002 wurde eine Loja Dschirga (Emergency Loya Jirga) auf dem Gelände der Polytechnischen Hochschule Kabul abgehalten. Ihre 1.670 Delegierten bestimmten Hamid Karzai zum Präsidenten der Übergangsregierung von Afghanistan. Die Special Independent Commission for the Convening of the Emergency Loya Jirga mit ihren 20 afghanischen Mitgliedern legte in Kooperation mit den Vereinten Nationen die Regeln für diese Wahl fest. Die Vorbereitungen begannen im April 2002, wobei 50 UNAMA Mitarbeiter und weitere internationale Beobachter den Prozess im gesamten Land und bei den Flüchtlingen außerhalb des Landes organisierten und beobachteten.
Eine verfassunggebende Loya Jirga fand dann am 4. Januar 2004 statt. 502 Delegierte beschlossen eine von einer neun-köpfigen Kommission ausgearbeiteten Verfassung.
Des Weiteren bestand die Aufgabe der UNAMA darin, die Wahl zum Präsidenten am 9. Oktober 2004 und die Wahl des Parlamentes am 18. September 2005 zu begleiten. Beide Wahlen wurden vom Joint Electoral Management Body (JEMB), einer aus Afghanen und Vertretern der Vereinten Nationen gebildeten Kommission, organisiert. Für die Parlamentswahl gab es zusätzlich eine Kommission (Media Commission), die den Zugang der Kandidaten zu den Medien überwachte, und eine Kommission (Electoral Complaints Commission), welche Beschwerden zur Wahl überprüfen sollte.

## Missionsleiter
| Name               | Herkunft    | Amtszeit      |
| ------------------ | ----------- | ------------- |
| Lakhdar Brahimi    | Algerien    | 2001 bis 2004 |
| Jean Arnault       | Frankreich  | 2004 bis 2006 |
| Tom Koenigs        | Deutschland | 2006 bis 2007 |
| Kai Eide           | Norwegen    | 2008 bis 2010 |
| Staffan de Mistura | Schweden    | 2010 bis 2011 |
| Ján Kubiš          | Slowakei    | 2011 bis 2014 |
| Nicholas Haysom    | Südafrika   | 2014 bis 2016 |
| Tadamichi Yamamoto | Japan       | 2016 bis 2020 |
| Deborah Lyons      | Kanada      | 2020 bis 2022 |
| Rosa Otunbajewa    | Kirgisistan | seit 2022     |

Der Bundeswehr-Brigadegeneral Kay Brinkmann war seit Juli 2014 Senior Military Advisor (oberster Militärberater).

## Flüchtlinge und Wiederaufbau
Die UNAMA koordinierte die Bemühungen der anderen UN-Organisationen (wie z. B. dem UNHCR) und der nationalen und internationalen NGOs. In Kooperation mit der afghanischen Übergangsregierung wurden so mehr als 1 Million Flüchtlinge bei ihrer Rückkehr nach Afghanistan unterstützt. Des Weiteren wurde die Verteilung von Nahrung, Dünger und Saatgut überwacht.

## Verlängerungen des Mandates
- 2007 durch Resolution 1746
- 2008 durch Resolution 1806[6]
- 2010 durch Resolution 1917[7]
- 2011 durch Resolution 1974[8]
- 2012 durch Resolution 2041
- 2013 durch Resolution 2096[9]
- 2014 durch Resolution 2145
- 2015 durch Resolution 2210[10]
- 2016 durch Resolution 2274[11]
- 2017 durch Resolution 2344[12]
- 2020 durch Resolution 2543[13]

## Arbeitsverbot für Afghaninnen
Im Zuge von Gesetzesänderungen in Afghanistan nach der Machtübernahme der Taliban erging ein Verbot für Afghaninnen in Nichtregierungsorganisationen zu arbeiten. Zunächst erging im Dezember 2022 ein Verbot, wobei die Bereiche Gesundheit, Bildung und Ernährung ausgenommen waren. Anfang April 2023 erging dann ein Arbeitsverbot ohne Ausnahmen. Die Vereinten Nationen kritisierten dieses Verbot, was auch für die Unterstützungsmission der Vereinten Nationen gilt, als einen Verstoß gegen die Charta der Vereinten Nationen. Die Sondergesandte der Vereinten Nationen für Afghanistan, Rosa Otunbajewa kündigte daher an, dass geprüft werde, ob die Mission weiterhin möglich sei. Trotz des Arbeitsverbot für Frauen werde versucht die Mission weiter fortzuführen. Das Arbeitsverbot wurde mit der Resolution 2681 des UN-Sicherheitsrats scharf verurteilt und fordert die volle Teilhabe von Frauen und Mädchen in der Gesellschaft Afghanistans.